# Arunagirinathar
Arunagirinathar (Aruna-giri-naadhar: en idioma tamil: அருணகிரிநாதர், Aruṇakirinātar) fue un gran poeta tamil que vivió durante el siglo XV en Tamil Nadu, India. Fue el creador de Thiruppugazh (del tamil திருப்புகழ் tiruppukazh: «alabanza santa» o «divina gloria») un libro de poemas en tamil en alabanza al dios Karttikeya del shivaísmo.
Sus poemas son conocidos por su lirismo junto con rimas complejas y estructuras rítmicas. En Thiruppugazh, la literatura y la devoción se han mezclado armoniosamente. Thiruppugazh es una de las principales obras de la literatura medieval tamil, conocida por sus cualidades poéticas y musicales, así como por su contenido religioso, moral y filosófico.

## Primeros años
Arunagirinathar nació en la familia Senguntha Kaikolar,  durante el siglo XV en Thiruvannamalai, un pueblo de Tamil Nadu. Su padre murió poco después de su nacimiento y sus piadosas madre y hermana le inculcaron sus tradiciones culturales y religiosas. Las leyendas afirman que Arunagirinathar se sintió atraído por los placeres de la carne y pasó su juventud persiguiendo una vida de libertinaje. Su hermana siempre dio lo que ganó para hacer feliz a su hermano, y él visitaba frecuentemente las devadasis. Se decía que como disfrutaba de su vida en la disipación, empezó a sufrir de lepra y por eso la gente empezó a evitarlo.
Llegó un momento en que su hermana no tenía dinero para satisfacer sus demandas de disipación. Arunagirinathar dijo que se iba a suicidar por eso. Para evitar que se suicidara, su hermana le dijo que debía venderla para obtener dinero, y al oír esto Arunagirinathar se dio cuenta de lo egoísta que había sido. Decidió poner fin a su vida, fue a un templo y se golpeó la cabeza contra los pilares y las escaleras, pidiendo perdón. Consideró la posibilidad de saltar a la muerte desde la torre del templo pero, según las leyendas, el propio Dios Karttikeya le impidió suicidarse, le curó la lepra, le mostró un camino de reforma y de piedad, le inició en la creación de cantos devocionales en beneficio de la humanidad.

## Versión autobiográfica alternativa
La historia anterior, aunque popular, contradice la versión del poeta de su historia. En el Thiruppugazh, Manaiaval nahaikka, Arunagirinathar habla de cómo su esposa, padres y parientes estaban totalmente disgustados con él y las burlas de sus amigos y otros en el pueblo lo impulsaron a tratar de terminar con su vida. Agradece al Señor por salvarlo en ese momento. Esto no solamente muestra que su padre vivió mucho más tiempo de lo que sugieren los mitos, sino también que estaba casado. 

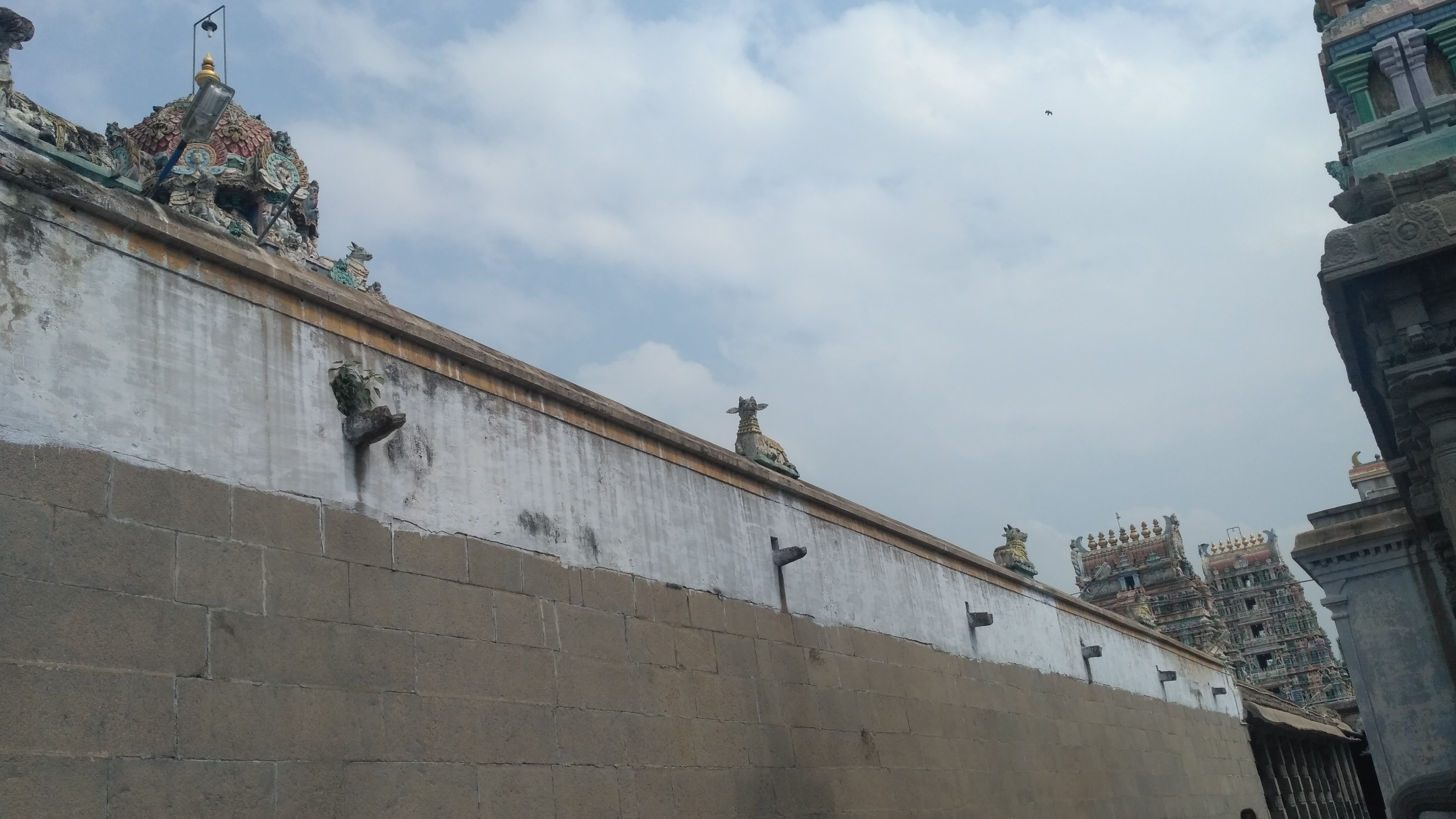
Perspectiva del Templo de Vedapureeswarar.

Arunagirinathar compuso su primera canción devocional después y decidió pasar el resto de su vida en la piedad, escribiendo poesía devocional y cantando en la alabanza a Dios. Era un devoto del Dios Karttikeya y lo adoraba en el sagrado Templo de Vedapureeswarar en el pueblo de Cheyyar en el distrito de Tiruvannamalai.
Su fama atrajo los celos del principal ministro del reino. Acusó a Arunagirinathar de abrazar falsas creencias. El rey organizó una reunión pública de miles de personas y ordenó al poeta que probara la existencia de Karttikeya a los demás. Según la tradición hindú tamil, está registrado que Arunagirinathar comenzó a interpretar sus cantos devocionales para el Señor Karttikeya y poco después, la forma del niño Karttikeya apareció milagrosamente ante los reunidos, salvando así su vida.

## Canciones
Arunagirinathar, interpretó su primera canción "Mutthai tharu" después del rescate milagroso del suicidio, en Thiruvannamalai. Después visitó templos por toda la India del Sur y compuso 16.000 canciones —solamente en esta tierra quedaron unas 2.000—. Sus canciones muestran el camino hacia una vida de virtud y rectitud y marcan el tono de una nueva forma de culto, el culto musical.
Las obras de Arunagirinathar incluyen:
- Thiruppugazh,
- Thiruvaguppu,
- Kandar Alangaram,
- Kandar Anubhuti,
- Kandar Andhaadhi,
- Vel Viruttham,
- Mayil Viruttham,
- Seval Viruttham and
- Thiru Elukūtrirukkai.

Para los devotos del Karttikeya, Thiruppugazh es equivalente a Tevaram, Kandar Alangaram es equivalente a Tiruvasagam y Kandar Anubhuti es equivalente a Tirumantiram. En el Kandar Anubhuti, se revela que Arunagirinathar fue un exponente del sakti. Él creía que Deví había encarnado en el día del Thaipusam para el beneficio de la humanidad, en muchos lugares, ensalzando la santidad de estos lugares, 'Ella' tenía una tez de color verde, y 'Ella' era la personificación de los Vedas. En Thiruppugazh, describe los vehículos divinos de Deví. Ha mostrado familiaridad con los rituales pertenecientes al Vamachara, aunque quien adora a la Deví internamente no puede adorarla externamente. Se vio que el título nātha, fue normalmente conferido a una persona, cuando se convierte en un adepto en la adoración de Deví.

## Recuperación
Las canciones de Thiruppugazh permanecieron en forma manuscrita durante varios años y fueron olvidadas gradualmente. V.T. Subramania Pillai y su hijo V.S. Chengalvaraya Pillai de Thirutthani comprendieron su valor, las recuperaron y las publicaron.
En 1871 Subramania Pillai, en el distrito Munsif, tuvo la oportunidad de escuchar una interpretación de una canción de Thiruppugazh mientras estaba de gira por Chidambaram. Cautivado por la canción, decidió emprender una misión para buscar el cuerpo entero de las canciones de Thiruppugazh. Hizo una gira por todo la India del Sur, reunió manuscritos, incluidos los realizados en hojas de palma, reunió los textos y los publicó en dos volúmenes, el primero en 1894 y el segundo en 1901. Tras su fallecimiento, su hijo Chengalvaraya Pillai sacó una nueva edición del libro de canciones.
También fue a varios santuarios como el templo de Shiva y los templos de Karttikeya, Melakadambur es uno de ellos. Escribió una canción sobre el Karttikeya de este santuario kaviri seerumon seeraru soozh kadambooril que significa que «Karttikeya nos bendice desde el lugar donde el afluente del río Cauvery es el Vadavaaru». El lugar Kadambur se encuentra en las orillas del río Vadavaaru.

## Música de Tiruppugazh
No hay duda de que Arunagirinathar poseía un profundo conocimiento de la música y los ritmos. Sus composiciones contienen referencias a varias ragas (conocidas como panns en tamil) como Varali, Lalita, Bhairavi, Malahari, Bowli, Gowla, Kuranji etc. Aunque él mismo no los ha empleado, mencionó los cinco talas fundamentales de Marga —Shashatputam, ShashapuTam, Shatpitaputrikam, Sampatveshtakam y Udghattam—, así como otras tres —Utsava, Darpana y Charchari—. Sus composiciones se establecen en metros complejos y forman un sistema alternativo de talas llamado Chanda talas (basado en metros).
La música original de Arunagirinathar desafortunadamente no ha sobrevivido, lo que ha hecho necesario que sea reajustada en los últimos tiempos. Entre los primeros músicos que pusieron música a Tiruppugazh se encontraban el gigante   musical cárnático, Kancheepuram Naina Pillai (1888-1934) y su discípulo, Chittoor Subramaniam Pillai (1898-1975). Varios músicos, entre ellos G N Balasubramaniam, Alathur Brothers y M M Dandapani Deshikar, solían interpretar muchos de ellos de forma destacada en sus conciertos, y pronto no hubo un solo músico que no hubiera aprendido al menos algunos de ellos.
Un gran número de estos también fueron puestos en música por el notable exponente de Tiruppugazh, A S Raghavan, lo que permitió que estas creaciones maestras ganaran popularidad en masa. Se puso a afinar más de 500 de estas canciones en más de 100 Ragas y varias de ellas están siendo interpretadas por sus grandes seguidores de los devotos de Tiruppugazh ("Thiruppugazh Anbargal"). Gracias a él, las clases de Thiruppugazh surgieron tanto en las ciudades como en las zonas rurales, y Thiruppugazh Anbargal comenzó a actuar en varios foros, incluyendo templos, salas musicales y hogares de devotos, donde atrajeron a grandes audiencias. Algunos de estos estudiantes que se establecieron en países fuera de la India comenzaron las clases de Thiruppugazh en sus nuevas comunidades, extendiendo así el alcance de su movimiento a otros continentes, y dando al movimiento una base internacional. Otros músicos que han puesto música a Tiruppugazh son Chitravina N Ravikiran.